# 공익
공익(公益, public interest)은 공공의 이익, 공공의 번영을 가리키는 말이다. 공익은 정치학, 민주주의 등의 핵심적인 용어로 간주된다. 랜덤 하우스 사전에 따르면, 공익의 영어 낱말 public interest는 "1. 일반 대중의 번영이나 복지, 즉 복리. 2. 일반 대중에의 어필(appeal)이나 적합성. 사회적 이익이 되는 소식."으로 정의한다.
경제학자 록상호는 그의 서적 Public Policy and the Public Interest (Routledge, 2012년 / 2011년 출판)에서 "공익은 공평하게 할당되므로 공익을 '전형적인 개인의 사전(事前)적인 복지'로 정의한다"고 논하고 있다.

## 같이 보기
- 공동선
- 투표의 역설
- 일반 의지
- 국가이성
- 중국 사회 신용 제도
- 사회공학 (정치학)
- 공익을 위한 소프트웨어 재단